# Coleomyia rainieri
Coleomyia rainieri är en tvåvingeart som beskrevs av Wilcox och Martin 1935. Coleomyia rainieri ingår i släktet Coleomyia och familjen rovflugor.
Artens utbredningsområde är Washington. Inga underarter finns listade i Catalogue of Life.